# Abadi (langue)
Pour les articles homonymes, voir Abadi.
L’abadi, aussi appelé gabadi ou kabadi, est une langue océanienne parlée en Papouasie-Nouvelle-Guinée et faisant partie des langues de la pointe papoue.

## Utilisation
Il est parlé principalement dans les cinq villages principaux du district de Kairuku (en) dans la Province centrale de Papouasie-Nouvelle-Guinée, par environ 2 900 personnes en 2011 (chiffre en augmentation).
La langue est utilisée par tous et enseignée dans plus d'une vingtaine d'écoles primaires (les premières années seulement). La plupart de ses locuteurs parlent aussi le tok pisin (principalement les jeunes) et une moindre partie le hiri motu (surtout les plus de 50 ans), et elle est également utilisée comme langue seconde par les locuteurs du toura.
Le taux d'alphabétisation de ceux l'ayant pour langue maternelle est de 75 % et de 40 % s'il a été appris en seconde langue.

## Caractéristiques
Il existe une similarité lexicale de 53 % avec le toura et de 47 % avec le lala.

### Écriture
L'abadi utilise l'écriture latine, avec 16 consonnes et 7 voyelles.